# Kometa Arenda-Rolanda
Kometa Arenda-Rolanda lub C/1956 R1 – kometa jednopojawieniowa, nieokresowa, znana z podwójnego warkocza, z którego jedna część była skierowana ku Słońcu.

## Odkrycie i nazwa
Kometę tę odkryli astronomowie Sylvain Arend oraz Georges Roland na kliszach fotograficznych z 8 listopada 1956 roku.

## Orbita komety
Orbita komety C/1956 R1 ma kształt hiperboli o mimośrodzie >1. Jej peryhelium znalazło się (epoka 1956) w odległości 0,31 j.a. od Słońca. Nachylenie orbity względem ekliptyki to wartość 119,94˚.
Ponieważ ciało to porusza się po orbicie hiperbolicznej, nie zobaczymy go już nigdy w Układzie Słonecznym.

## Właściwości fizyczne
Ponieważ kometę odkryto przed przejściem przez peryhelium, można było dokonać szczegółowych obserwacji. Niespotykany warkocz pojawił się na kilka nocy pod koniec kwietnia 1957 i każdej nocy zmieniał kierunek. Wyglądał jak ostrze skierowane ku Słońcu. To kometa, która zbliżyła się do Słońca dość blisko, by lotne substancje z jej jądra zaczęły uwalniać się i tworzyć okazałe zjawisko. Samo jądro ma zapewne rozmiar od kilku do kilkudziesięciu km. Kometa osiągnęła podczas najkorzystniejszego do obserwacji położenia jasność widomą -0,5m. 
W wieku dwudziestym była to jedna z najjaśniejszych komet, określana też Wielką Kometą z 1957 roku.